# Fernando Afonso de Melo Geraldes de Sampaio Pereira de Figueiredo
Fernando Afonso de Melo Geraldes de Sampaio Pereira de Figueiredo GOMAI (Anadia, Arcos, 19 de Julho de 1924 - 30 de Dezembro de 2014), que usou o título de 5.º Marquês da Graciosa, foi um empresário agrícola e político português.

## Biografia
Filho de João Filipe de Melo Osório de Meneses Pita, que usou o título de 4.º Marquês da Graciosa, e de sua mulher Maria Teresa Benedita Jacinta da Franca e Horta Machado.
Engenheiro Agrónomo de formação e Lavrador.
Em 1961, exercia as funções de Provedor da Santa Casa da Misericórdia de Monsanto, na Beira Baixa, e de Vice-Provedor da Santa Casa da Misericórdia de Idanha-a-Nova, também na Beira Baixa.
Ainda na mesma data, enquanto Presidente da Casa do Povo de Idanha-a-Nova, foi designado Procurador à Câmara Corporativa, como Representante dos trabalhadores, entre 1961 e 1965, tendo integrado na 2.ª Subsecção - Cereais da III Secção - Lavoura. Nesta função, subscreveu um Parecer sobre o Projecto de Proposta de Lei de Orientação Agrícola em 1965.
Na IX Legislatura, de 1965 a 1969, foi eleito Deputado à Assembleia Nacional pelo Círculo Eleitoral de Castelo Branco, assumindo funções como Vogal da Comissão de Política e Administração Geral de Local.
A 5 de Julho de 1968 foi feito Grande-Oficial da Ordem Civil do Mérito Agrícola e Industrial Classe Agrícola.
Na XI Legislatura, de 1973 a 1974, regressaria à Câmara Corporativa, como representante das entidades patronais, na 1.ª Subsecção - Azeite da III Secção - Lavoura, sendo que, nesta ocasião, exercia o cargo de Presidente da Federação dos Grémios da Lavoura da Beira Baixa.